# Nguyên soái Liên bang Nga
Nguyên soái Liên bang Nga (tiếng Nga: Маршал Российской Федерации) là quân hàm sĩ quan chỉ huy cấp bậc cao nhất của quân đội Liên bang Nga. Quân hàm này được thành lập theo luật liên bang về nghĩa vụ quân sự ban hành ngày 11 tháng 2 năm 1993. Vào ngày 11 tháng 11 năm 1997, Bộ trưởng Quốc phòng Nga I. D. Sergeyev là người đầu tiên được phong quân hàm này. Cho đến tháng 3 năm 2013 chưa có ai là người thứ hai được phong hàm Nguyên soái Liên bang Nga.
Phù hiệu cầu vai của Nguyên soái Liên bang Nga có nhiều điểm giống với quân hàm Nguyên soái Liên Xô. Ở phần gần với vai mang một ngôi sao 5 cánh lớn có kích thước vừa đủ để nằm gọn trong một hình tròn đường kính 40 milimét, giữa 5 cánh sao chính có thêm 5 cánh sao khác tù hơn. Phia trên nó là hình quốc huy Liên bang Nga. Phiên bản cũ của phù hiệu có hình chữ nhật vẹt 2 đầu giống như phù hiệu Liên Xô trước năm 1955, với cúc cài có khắc hình quốc huy Nga. Phiên bản mới hơn có hình thang giống như phù hiệu Liên Xô sau năm 1955.

## Hình ảnh

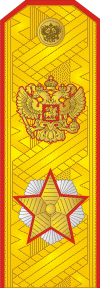
Phù hiệu lễ phục (1994—2010)
Phù hiệu thường ngày (1994—2010)
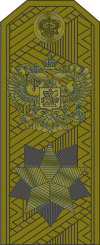
Phù hiệu dã chiến (1994—2010)
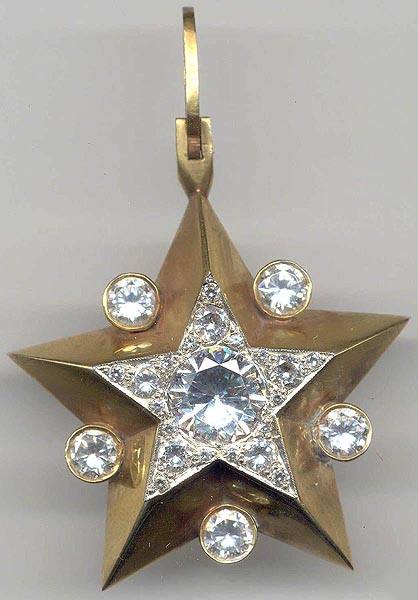
Ngôi sao Nguyên soái Liên bang Nga
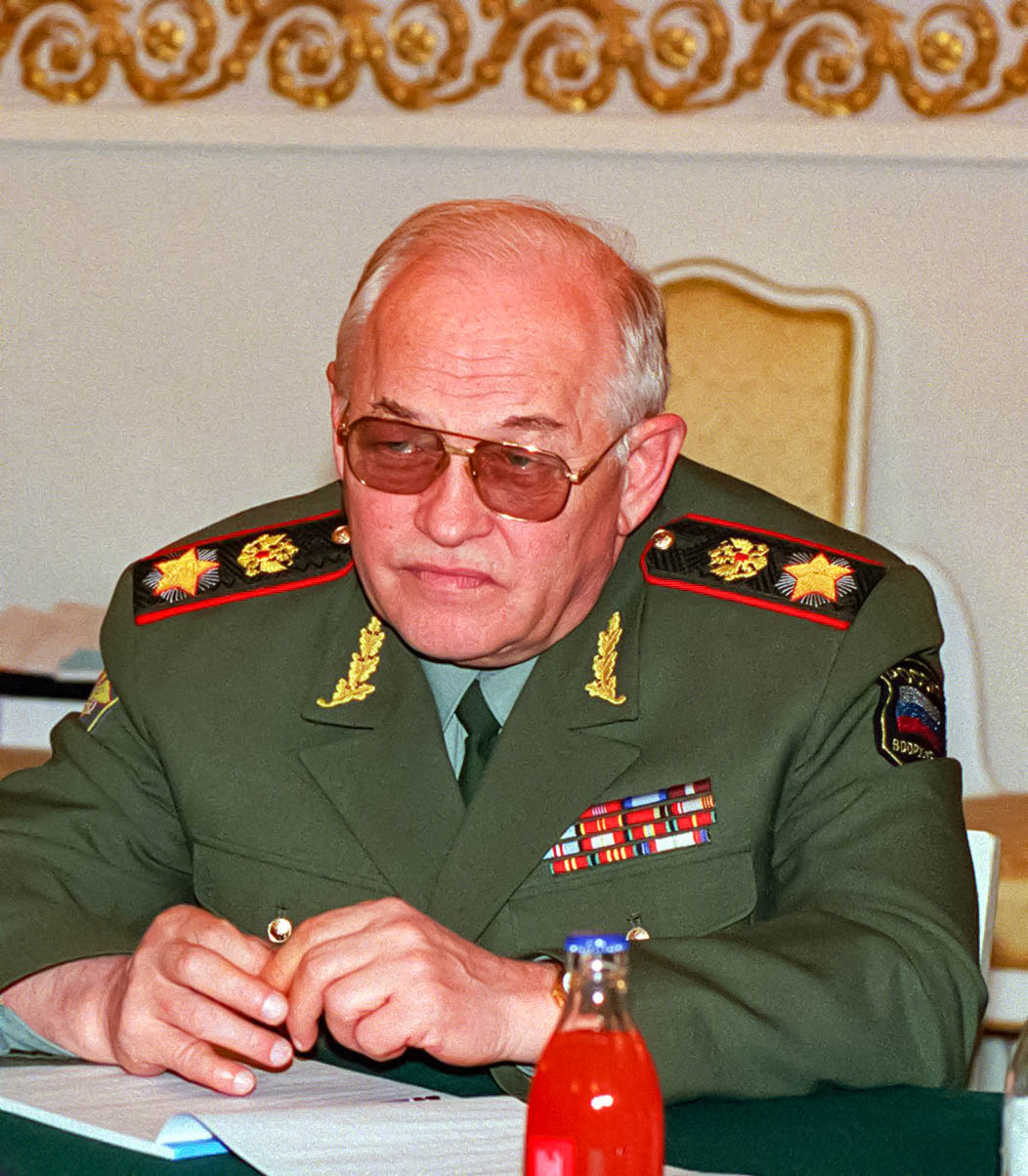
Nguyên soái Liên bang Nga I. D. Sergeyev